# Song Baoqing
Baoqing Song (chinesisch 宋宝庆; * 16. Oktober 1981) ist ein chinesischer Radrennfahrer.
Baoqing Song gewann bei den Asienspielen 2006 in Doha die Goldmedaille im Einzelzeitfahren. Außerdem wurde er zusammen mit Wen Hairui auf der Bahn Sechster im Madison. In der Saison 2007 wurde Song bei der B-Weltmeisterschaft im südafrikanischen Kapstadt Vierter im Zeitfahren und verpasste somit nur knapp eine Medaille. Außerdem wurde er 2007 chinesischer Meister im Zeitfahren.

## Erfolge
2006
- Goldmedaille Asienspiele – Einzelzeitfahren

2007
- Chinesischer Meister – Zeitfahren

## Teams
- 2012 Malak Cycling Team
- 2013 Malak Cycling Team